# Баскин, Григорий Иванович
Григорий Иванович Баскин (6 апреля 1866, Елабуга — 1940, Куйбышев) — земский статистик, народный социалист, депутат II Государственной думы Российской империи от Пермской губернии, профессор Самарского университета. Один из виднейших статистиков народнического направления.

## Биография

### Ранние годы. Земство и Дума

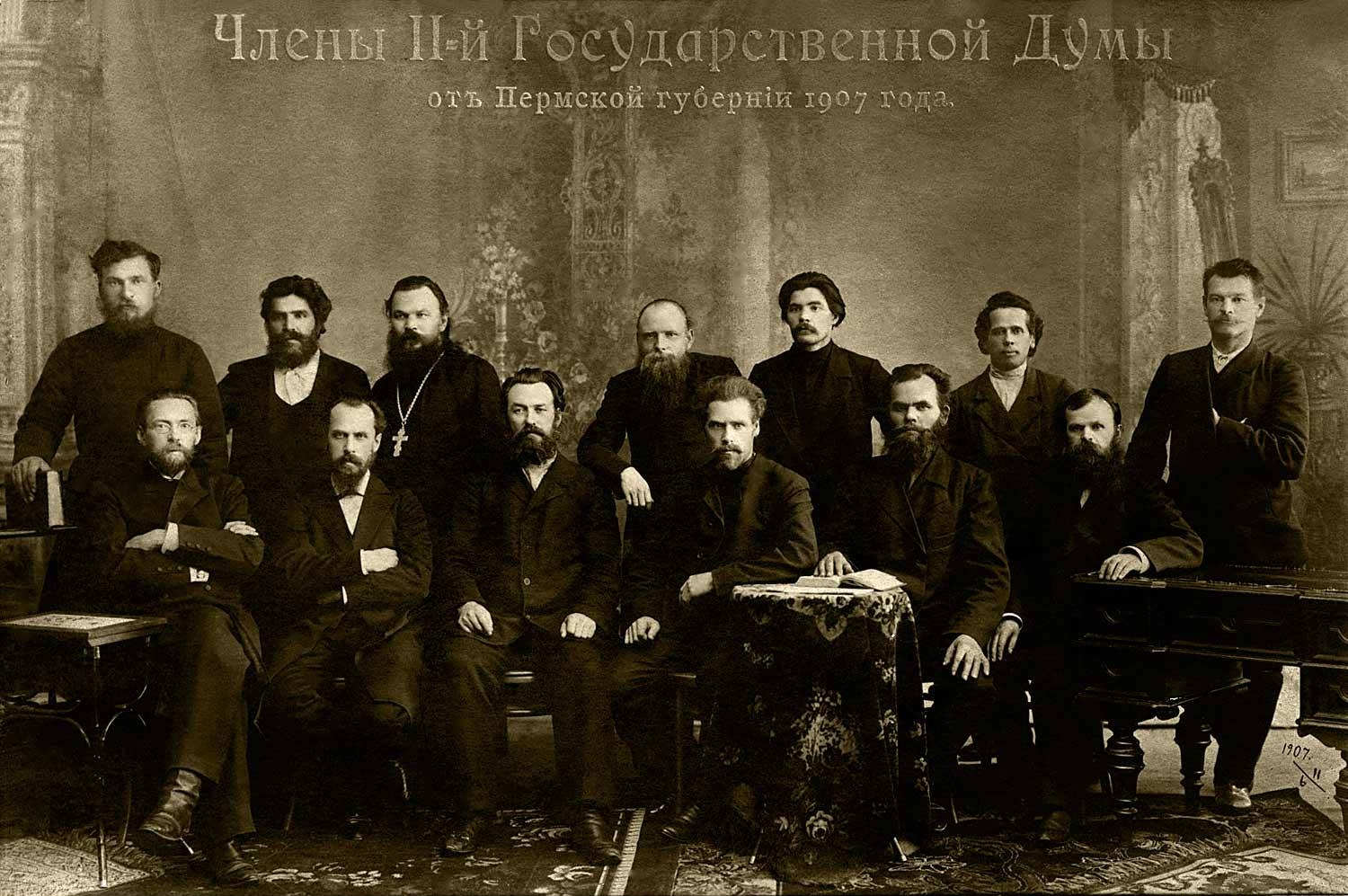
Члены II Государственной думы от Пермской губернии, 1907 год. Сидят: В. Н. Мамин, Г. И. Баскин, Я. Е. Захаров, А. А. Шпагин, Г. И. Кабаков, В. Е. Ершов; стоят: П. А. Зырянов, П. С. Сигов, К. А. Колокольников, Е. А. Петров, В. А. Чащин, Ф. Я. Тимачев, Я. П. Максимов

Григорий Баскин родился 6 апреля 1866 года в Елабуге (Вятская губерния) в семье фельдшера. По окончании реального училища Григорий поступил в Петровскую земледельческую академию в Москве, из которой был дважды исключён за участие в студенческих волнениях.
После вторичного исключения Баскин был выслан из Москвы в Нижний Новгород, но, несмотря на это, в 1894 году он экстерном окончил полный курс Академии.
Работать в области статистики начал в 1890 году. 
В дальнейшем Баскин поступил на земскую службу — стал статистиком в Вятской губернии и агрономом в Тамбовской губернии. В 1898—1909 годах он заведовал оценочным отделением Пермского губернского земства: провёл ряд оценочных работ и подворные переписи по всем уездам губернии. С ноября 1905 по январь 1906 года он был редактором-издателем газеты «Пермский край».
На губернском избирательном собрании 6 февраля 1907 года личный дворянин Баскин стал выборщиком от съезда городских избирателей Перми, получив в поддержку своей кандидатуры наибольшее количество голосов: 151 из 193 возможных. Но его избрание проходило далеко не гладко: в 1906 году он был отстранён от выборов в связи с редакционной деятельностью — за публикацию неугодных материалов Григорий Иванович был привлечен к ответственности по Уголовному Уложению. Впоследствии Судебная палата его полностью оправдала.

На банкете 11 февраля 1907 года в честь отъезжавших в столицу депутатов Государственной Думы Российской империи второго созыва, он заявил: 
Депутаты поедут в Думу и будут требовать земли и воли. Задача Думы — вложить еще один камень в великое здание народной свободы. Оставшиеся на местах должны сплотиться и поддержать Думу. Каждый из нас идет с верой в творческие силы народа
В Думе Григорий Баскин вошёл во фракцию народных социалистов. Приступил к работе в составе бюджетной и аграрной комиссий, причём в последней — выполнял функции секретаря. 19 марта 1907 года выступил в дискуссии по аграрному вопросу, затронув вопрос об остро недостаточной обеспеченности землей населения Урала, проживающего на горных заводах. 9 марта, произнося речь о помощи голодающим Империи, внёс в парламент предложение поручить продовольственной комиссии разработать законопроект об организации, на основе прямых выборов, волостных продовольственных комитетов.

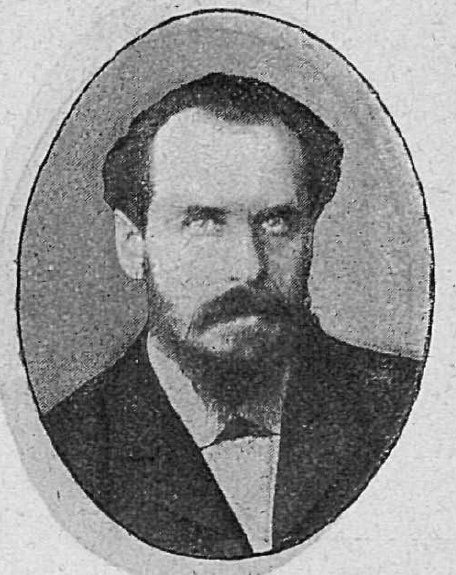
Г. И. Баскин (1907)

Проживая в Санкт-Петербурге, Баскин принял участие в издании новой газеты «Общественное дело». После роспуска Второй Думы он вернулся в Пермь. В 1909 году по требованию пермского губернатора Баскин был уволен с земской службы за принадлежность к оппозиционной политической партии (как «политически неблагонадежный»). В этот период он успел издать свою брошюру «К вопросу о нормах для определения чистой доходности недвижимых имуществ в Пермской губернии».

### 1917. Профессор. Арест и ссылка
После отъезда из Перми Григорий Баскин продолжил службу в московском и самарском земствах. В 1910 году поступил в Самарское земство на должность заведующего оценочно-статистическим отделением, реорганизованном после Октябрьской революции в Губернское статистическое бюро. После Февральской революции 1917 года он был избран председателем Самарского губернского земельного комитета.
В советское время Баскин работал в Самарском губернском статистическом бюро, возглавляя его до 1927 года, и неоднократно принимал участие во всероссийских съездах статистиков — в 1925 году в Самаре и в Москве на Всесоюзной статистической конференции был отпразднован 35-летний юбилей статистической и общественной деятельности Баскина. С 1921 он был профессором кафедры статистики Самарского университета, а в 1927—1935 годах — профессором Самарского сельскохозяйственного института. Был редактором журнала «Вестник губернского статистического бюро», состоял членом Самарского губисполкома.
Ему принадлежит ряд методологических работ по статистике и районированию.  Является автором статистических сборников по Пермской и Самарской губерниям. 
Вошёл в историю экономико-статистической науки благодаря своему "дистанционному методу" - анализу влияния пространственного фактора на все стороны крестьянского хозяйства: севообороты,  товарность, доходность, ренту и т. д.
Баскин выдвинул и обосновал оригинальные принципы районирования, проведения комбинационных группировок, вторичных группировок для изучения крестьянства. Он утверждал, что
Производительность труда, понижающаяся в соответствии с уменьшением размеров посевной площади, оказывает самое существенное влияние на величину чистой доходности одной десятины удобной земли; чистая доходность тем менее, чем меньше размер хозяйства.
Разработал оригинальную методику количественного определения земельной ренты и ставок рентного обложения.
Впоследствии «официально взгляды Баскина на резервирование хлеба в крестьянском хозяйстве в форме страхового фонда подверглись жесткой критике со стороны комиссии [товарища] Сосновского в статье, напечатанной в первой половине 1925 года в „Известиях ВЦИК“ и „Правде“. Несмотря на утверждение Баскина, что в Самарской губернии хлеба в 1920 году заготовить нельзя, так как имеющийся хлеб есть только страховой фонд, все же в результате деятельности комиссии Сосновского удалось заготовить значительное количество хлеба и направить его на снабжение Красной Армии и пролетариата Москвы и Ленинграда». В 1921/22 годах в Самарской губернии начался голод.
Летом 1930 года Баскин был арестован как «вредитель» и приговорен к 5 годам ссылки — отправлен в Северный край; в 1931 году он был переведен в Архангельск. 11 августа 1932 года его племянница, Нина Петровна Баскина, проживавшая в Ивановской области, обратилась за помощью к Е. П. Пешковой, поскольку «друзья дяди, которые работают в Москве, не ответили дяде на письмо».
Григорий Иванович Баскин скончался в Куйбышеве в 1940 году.

## Произведения
- «К вопросу о нормах для определения чистой доходности недвижимых имуществ в Пермской губернии», Пермь, 1910.
- Статья «Небывалый неурожай и вероятные урожаи ближайших лет» (1921)[4]
- Сборник избранных трудов Г. И. Баскина, вып. I—VI, Самара, 1925.

## Семья
Был женат, в семье — двое детей.